# Cupido (DC Comics)
Cupido é uma personagem fictício do universo da DC Comics. Criado pelo escritor Andrew Kreisberg e artista David Baron, apareceu pelo primeira vez na revista Green Arrow/Black Canary #15, em fevereiro de 2009. Ela é uma vilã e inimiga do Arqueiro Verde, com quem ela é obcecada, e Canário Negro.

## Biografia
Carrie Cutter era uma soldado especial, trabalhando para um programa ultra-secreto chamado Cobalt, que achava que o marido Ross a tinha abandonado. Durante uma missão na Geórgia ela encontrou algo que profundamente a perturbou. Ela se ofereceu para um programa que iria fazê-la sem medo. Eleva também suas emoções ao extremo quando ela vem a se apaixonar. Outros efeitos incluem perda de memória e aumento da força. Ela se manteve fora do radar por um longo tempo. Anos mais tarde, ela descobre que o marido Ross ainda estava vivo, o localizou em Star City e o matou. O Arqueiro Verde pensava que o homem desconhecido estava abusando da esposa, por isso atirou uma flecha. Cupido pegou aquela flecha e começou sua obsessão com o Arqueiro Verde.
Cupido apareceu pela primeira vez em Star City em uma cena de luta do Arqueiro Verde. Ela pegou uma ponta quebrada de uma de flechas e esculpiu no coração infame com uma flecha através dela em seu peito. Ela começou a matar alguns de seus inimigos notáveis na esperança de que ela pudesse começar a preencher o desejo de seu coração. Ela é mentalmente instável, em cima disso, fez um novo corte de cabelo; ela cortou os olhos do cabeleireiro, para que ninguém nunca tivesse o mesmo cabelo perfeito.

## Poderes e habilidades
Cupido é uma combatente excepcional corpo-a-corpo. Ela possui uma força reforçada, mas ao custo de sua própria sanidade.

## Em outros mídias

### Televisão

#### Animação
- Kari Wahlgren dubla Cupido no desenho DC Nation's Green Arrow, no episódio de mesmo nome.

#### Live action
- Carrie Cutter aparece na terceira temporada da série de TV Arrow, retratada pela atriz Amy Gumenick.[4] Ela apareceu brevemente no final do episódio "Guilty", assim como em "Draw Back Your Bow" e "Suicidal Tendencies" também tendo aparecido na quarta temporada no episódio

"Broken Hearts".